# 王景灝
王景灏（?—?），清朝镶黄旗人。
生卒年不詳。監生出身。康熙四十七年，任彰德府同知。歷任陕西按察使。雍正二年六月，年羹堯薦任四川巡抚，雍正三年十二月離任。王景灏雖為年羹堯所薦，仍以幹練著稱。年羹堯案爆發前，雍正帝曾警告王景灏必須與年羹堯劃清界限。雍正三年八月，王景灝审察时势，迅即表态，其“種種背負君恩，為天下所唾罵，臣工所切齒。”年羹堯倒台後，被革職。